# Pabellón de República Checa y Eslovaquia en la Bienal de Venecia
El Pabellón de República Checa y Eslovaquia en la Bienal de Venecia es un espacio artístico ubicado en la ciudad de Venecia con motivo de la Bienal de Venecia. El arquitecto Otakar Novotny diseño el Pabellón para Checoslovaquia en 1926 con gran influencia del cubismo y del funcionalismo europeo.

## Expositores
- 1926 — Charlotte Schrötter-Radnitz.
- 1942 — Janko Alexy, Miloš Alexander Bazovský, Martin Benka, Ľudovít Fulla, Jan Hála, Jozef Kollar, Frantisek Kudlac, Eugen Lehotský, Gustav Mally, Peter Matejka, Lea Mrazova, Jan Mudroch, Karol Ondreička, Štefan Polkoráb, Teodor Tekel, Jaroslav Votruba, Júlia Kováciková-Horová, Vojtech Ihrisky, Jan Koniarek, Jozef Kostka, Ladislav Majerský, Fraňo Stefunko y Koloman Sokol.
- 1956 — Josef Lada, Adolf Zábranský, Jiří Trnka, Antonín Pelc, Cyril Bouda, Václav Karel, Kamil Lhoták, Antonín Strnadel y Vincenc Vingler.
- 1964 — Vladimír Kompánek.
- 1966 — Jozef Kornucik y Vladimír Kompánek.
- 1970 — Jozef Jankovič.
- 1986 — Ivan Ouhel.
- 1993 — František Skála y Daniel Fischer,
- 1995 — Jozef Jankovič.
- 1999 — (Comisariado: Petra Hanáková y Alexandra Kusá).
- 2001 — Jiří Surůvka y Ilona Németh (Comisariado: Katarína Rusnáková).
- 2005 — Stanislav Filko, Jan Mančuška y Boris Ondreička. (Comisario: Marek Pokorný).
- 2007 — Irena Jůzová. (Comisariado: Tomáš Vlček).
- 2009 — Roman Ondak. (Comisariado: Kathrin Rhomberg).
- 2011 — Dominik Lang. (Comisariado: Yvona Ferencová).
- 2013 — Petra Feriancová y Zbyněk Baladrán. (Comisariado: Marek Pokorný)
- 2015 — Jiří David. (Comisariado: Katarína Rusnáková)
- 2017 — Jana Želibská.
- 2019 — Stanislav Kolíbal. (Comisariado: Dieter Bogner)